# Варела, Джим
Джим Морримон Варела Девотто (исп. Jim Morrison Varela Devotto; род. 16 октября 1994, Ривера) — уругвайский футболист, опорный полузащитник клуба «Альбион».

## Клубная карьера
Варела — воспитанник клуба «Пеньяроль». В сентябре 2012 года в матче против «Серро» он дебютировал в уругвайской Примере. По итогам сезона Варела стал чемпионом Уругвая. Летом 2013 года Джим перешёл в лиссабонскую «Бенфику». Сумма трансфера составила 900 тыс. евро. В начале 2014 года для получения игровой практики Варела был отдан в аренду в «Фаренсе». 18 января в матче против «Авеша» он дебютировал в Сегунда лиге. 26 апреля в поединке против дублёров «Бенфики» Джим забил свой первый гол за «Фаренсе».
В начале 2015 года Варела на правах аренды перешёл в «Рампла Хуниорс». 14 февраля в матче против «Суд Америка» он дебютировал за новую команду.
В мае 2016 года Варела в статусе свободного агента стал игроком бразильского «Сан-Паулу» из Риу-Гранди, но уже в августе Джим вернулся на родину, подписав контракт с «Атенас». В матче против «Депортиво Мальдонадо» он дебютировал в уругвайской Сегунде. В начале 2017 года Варела на правах аренды перешёл в «Хувентуд Лас-Пьедрас». 5 февраля в матче против «Насьоналя» он дебютировал за новый клуб. 2 апреля в поединке против столичного «Ривер Плейта» Джим забил свой первый гол за «Хувентуд Лас-Пьедрас». После окончания аренды Варела вернулся в «Атенас», который по итогам сезона вышел в элиту. 4 февраля в матче против «Дефенсор Спортинг» он дебютировал за клуб в высшей лиге.

## Международная карьера
В 2011 году Варела в составе юношеской сборной Уругвая завоевал серебряные медали юношеского чемпионата мира в Мексике. На турнире он сыграл в матчах против команд Канады, Руанды, Конго, Узбекистана и Мексики.
В конце декабря 2012 года Варела был включен в заявку сборной Уругвая на участие в молодёжном чемпионате Южной Америки. На турнире он сыграл в матчах против сборных Бразилии, Венесуэлы, Колумбии, Чили, Парагвая, а также дважды против Перу и Эквадора.
Летом того же года Варела помог молодёжной команде завоевать серебряные медали молодёжного чемпионата мира в Турции. На турнире он сыграл в матче против команды Нигерии.

## Достижения
«Пеньяроль»
- Чемпионат Уругвая по футболу — 2012/2013

Уругвай (до 17)
- Серебро чемпионата мира по среди юношеских коман — 2011

Уругвай (до 21)
- Серебро чемпионата мира среди молодёжных команд — 2013